# La Voie martienne (nouvelle)
La Voie martienne (titre original : The Martian Way) est une nouvelle longue, voire un roman court, de science-fiction d’Isaac Asimov publiée pour la première fois en novembre 1952 dans le magazine Galaxy Science Fiction. Il a été publié en France dans le recueil de nouvelles La Voie martienne en 1978.

## Résumé
Les vaisseaux spatiaux utilisent pour leur propulsion des jets d'eau sous pression. Chaque voyage entre la Terre et Mars (et retour) consomme des milliers de tonnes d'eau. En chemin, chaque vaisseau abandonne ses réservoirs ; ceux-ci sont recueillis par des récupérateurs, sortes de ferrailleurs spatiaux, une profession décriée et difficile.
Or l'eau manque sur Mars, qui doit en importer, et dans le même temps, sur Terre, un courant politique démagogique crie au gaspillage (ce qui est mathématiquement absurde, vu la quantité d'eau disponible, mais la population ne le comprend pas). Pour sauver son avenir, Mars doit prendre son indépendance énergétique et alimentaire en trouvant une source d'eau abondante.
La solution retenue sera une expédition vers les anneaux de Saturne pour y capturer un astéroïde aqueux. C'est un succès, les navires reviennent arrimés à une énorme boule de glace (servant aussi de réservoir de carburant) qui assurera l'indépendance de Mars. Les « méprisables » récupérateurs deviennent des héros nationaux.

## Thématique
Cette nouvelle a pour objet l'esprit d'entreprise, le dévouement à une cause, et l'adaptabilité de l'être humain. On peut aussi y voir un hommage d'Asimov aux valeurs qui ont permis l'essor des colonies américaines, puis des États-Unis.

## Personnages par ordre d’apparition
- Mario Esteban Rioz, récupérateur martien
- Ted Long, ingénieur des mines idéaliste ; il s'est embarqué pour mieux comprendre la condition de l'Homme martien, ce qu'il appelle "la voie martienne".
- John Hilder, sénateur, futur coordonnateur
- Richard Swenson, récupérateur martien
  - Dora et Pete, femme et fils du précédent ; Dora lui reproche durement ses absences prolongées dans l'espace.
  - Canute Swenson, frère et associé du précédent
- Hamish Sankov, commissaire martien
- Myron Digby, sénateur, membre de l’assemblée des Peuples de la Terre